# Jean-Claude Bonato
Pour les articles homonymes, voir Bonato.
Jean-Claude Bonato, né le 23 mars 1946 à Hayange, est un joueur français de basket-ball.

## Le joueur
Jean-Claude Bonato fait partie des tout meilleurs joueurs qu'a connu le Championnat de France de basket-ball, notamment grâce à ses performances en équipe de France.
Deux fois meilleur marqueur du championnat de France, avec 26,8 points en 1969 et  27,4 points en 1972, son total en carrière est de 8 669 points en Nationale 1.
Avec l'équipe de France, sélection qu'il rejoint à l'âge de 17 ans contre la Suisse, il participe à cinq Championnats d'Europe. Il termine avec les bleus en 1976 contre la Belgique : il porte à 172 reprises la tunique tricolore, marquant un total de 2 108 points. Il a également détenu durant une période le record de points marqués lors d'une rencontre de l'équipe de France, avec 35 points marqués en 1971 contre la Finlande.
Il est promu, en 2009, membre de l'Académie du basket-ball français sous l'égide de la Fédération française de basket-ball.

## Technique
Il a rendu célèbre la technique dite du bras roulé.

## Vie personnelle
Durant sa carrière sportive, il est employé de mairie sans avoir le statut de professionnel qui n'existe pas encore en France dans les années 1960 et 1970.
Il est le père de Yann Bonato, international de basket-ball, qui a durant sa carrière été pendant une période capitaine du CSP Limoges, principalement lors de l'année 2000 où le CSP réalise le triplé championnat de France, Coupe de France et coupe Korać.

## Clubs successifs
Joueur
- 1957- 1959 :  SS Nilvange
- 1962-1964 :  Antibes (Nationale 1)
- 1964-1965 :  Nantes (Nationale 1)
- 1963-1979 :  Antibes (Nationale 1)
- 1980-1981 :  Nice UC (Nationale 1)

Entraîneur
- 1986-1988 :  Antibes

## Palmarès de joueur
club
- Champion de France : 1970
- Élu meilleur basketteur français : 1969
- Meilleur marqueur français du championnat : 26,8 points en 1969, 27,4 points en 1972
- 3e meilleur marqueur de l'histoire du Championnat de France : 8669 points

sélection nationale
- Championnats d'Europe
  - 10e du Championnat d'Europe 1973
  - 10e du Championnat d'Europe 1971
  - 11e du Championnat d'Europe 1967
  - 9e du Championnat d'Europe 1965
  - 13e du Championnat d'Europe 1963
- sélection
  - Première sélection le 19 août 1963 à Genève (Suisse) contre la Suisse
  - Dernière sélection le 8 mai 1976 à Édimbourg (Écosse) contre la Belgique
  - 172 sélections, 2 108 points
  - Meilleur score : 35 points en 1971 contre la Finlande